# Katoličke misije
Katoličke misije, hrvatski katolički misijski časopis na hrvatskom jeziku. Bio je posvećen promicanju misija.

## Povijest
Počeo je kao rubrika uz Glasnik Srca Isusova i Marijina, koji je 1892. godine utemeljio vrhbosanski nadbiskup mons. dr. Josip Stadler i koji su prve dvije godine uređivali svećenici Vrhbosanske nadbiskupije. Uz taj list niklo je i nekoliko drugih časopisa. Časopis je, naime, kroz niz godina u posebnoj rubrici donosio vijesti iz misija. Ova se rubrika godine 1926. osamostalila u časopis Katoličke misije, koji je osobito pratio djelovanje hrvatskih i slovenskih misionara u Indiji, ali je isto tako donosio i vijesti iz drugih misijskih krajeva. Uz ovaj časopis nastao je niz brošura o misijama. Časopis Katoličke misije izlazio je do godine 1945. izlazio u Zagrebu, a izdavao ga je Kolegij Družbe Isusove u Zagrebu (Palmotićeva ulica 31). Uređivao ga je o. Antun Vizjak. Dolaskom komunističke vlasti ugašen je nasilno zajedno s brojnim drugim tiskovinama Katoličke Crkve u hrvatskom narodu. Njegovu je tradiciju nakon tri desetljeća bez misijskog lista u Hrvata nastavio je list Radosna vijest.